# ويليام جاردين سميث
ويليام جاردين سميث (بالإنجليزية: William Jardine Smith) هو محرر أسترالي، ولد في 1834، وتوفي في 13 يناير 1884.